# 勇者、或いは化け物と呼ばれた少女
『勇者、或いは化け物と呼ばれた少女』 （ゆうしゃ あるいはばけものとよばれたしょうじょ）は、七沢またりによるライトノベル作品。

## 概要
インターネット上の小説投稿サイト『小説家になろう』にて2013年2月24日より連載開始され、同年10月19日に完結。当時の連載タイトルは『勇者、或いは化物と呼ばれた少女』と書籍版とは僅かに異なる。
著者が2011年に『小説家になろう』にじファンで連載した（「Arcadia」より移動）『ドラゴンクエストIII そして伝説へ…』の二次創作小説『職業は何を? 勇者です。』から版権作品の要素を取り除き、オリジナル作品として一から叩き直した作品となっており、著者の前作『死神を食べた少女』とは地続きの世界観を舞台にしている（著者曰く「約10年前」）。
最終話の後書きにて書籍化の決定が告知され、2014年7月31日にKADOKAWAより上下巻が発売。書籍版のイラストはおぐちが担当。『小説家になろう』掲載版とは一部登場人物の扱いなどに大きな相違が出ており、特に最終盤の結末は全く異なる物に仕上がっている。書籍発売後も『小説家になろう』連載分は引き続き掲載されている。
本項で各種バージョンを分けて記述する際、前身となった二次創作小説を「リメイク前」、『小説家になろう』掲載時のものを「WEB掲載版」、エンターブレイン刊の書籍収録版を「書籍版」と表記する。

## 物語
かつて数百年前、魔術師G・アートによって封印された魔物達が跳梁跋扈する『地下迷宮』を囲むように築かれた都市アート。その地に訪れた『勇者』と名乗る少女は、過去を失い新たな仲間を得ながらも、ただ自分自身が勇者であるが為に『魔物』を殺し続け、待ち受ける最後の闘いに挑む。

## 登場人物
勇者
主人公。17歳。自身の事を『勇者』と称する少女で、本名は自分も覚えていない。幾分か歪んだ性格の持ち主だが実力は本物で、体術・剣術・魔法の全てにおいて高い戦闘技術を有する。
その正体は、かつて500年前に人類を脅威に陥れた魔物達を滅ぼした、正真正銘の『勇者』。その力に脅威を抱き、彼女を裏切ったかつての仲間達により永い間封印されていたが、物語本編の時代において封印が解けて復活。アートの街でマタリを始めとする新たな仲間と出会い、共に地下迷宮へ挑む中、自分自身の存在意義と向かい合う事となる。
リメイク前では『ドラゴンクエストIII』の勇者アレルに相当。
マタリ・アート
20歳。アートに訪れた勇者が最初に出会った仲間。勇者よりも長身の女性で、人の良い猪突猛進な性格の持ち主。
かつて魔物達を封印したG・アートの血族の出であったが、腹違いの兄レケンにより勘当されてしまい、剣技を修練で身に着けて自身の名を挙げる為に地下迷宮に挑む。
罠師サルバドの手により一度命を落とし、勇者によって蘇生させられたが、その後遺症か衝動的に狂戦士染みた人格に変貌するようになり、最終的にそれが自身の職業として認定されることに。
エーデル・ワイス
29歳。全身ピンク尽くしの衣装に身を包んだ女性で、人間や魔物の死骸を魔力で動かすことで戦力とする死霊術師。
勇者がマタリを蘇生した現場に立ち会ったのが縁で関わるようになり、かつて師にして賞金首のラス・ヌベスとの対峙などを経て、いつしか彼女らを掛け替えのない仲間として見做すようになってゆく。
ルルリレ
年齢はWEB掲載版では28歳、書籍版では27歳。学術ギルドに所属する眼鏡をかけた女性。魔術師の家系の出だが、生来魔法を扱う「器」が無かった事から両親に邪険にされ、それ故に魔術師に対する愛憎混じった感情から「器」が無い人間でも魔術と同等の戦力を得られる弩の開発に勤しむ。
登場媒体により物語上の扱いが大きく異なり、WEB掲載版では終始脇役としての出番で、物語中盤でビーンズにより脳髄を獣人に移植されて死亡したが、書籍版では物語の比較的早期から勇者たちと関わる事となり、彼女らの『仲間』の一人としてサポートする立ち位置を得る。

## 既刊一覧
上下巻共に2014年7月31日発売、KADOKAWA エンターブレインより刊行。特定の書店では、購入時に先着特典としてショートストーリーペーパーが付属した（上下巻で内容はそれぞれ異なる）。
- 七沢またり（著）・おぐち（イラスト）、KADOKAWA、全2巻
  - 『勇者、或いは化け物と呼ばれた少女（上）』、2014年7月31日発売[3]、ISBN 978-4047297562
  - 『勇者、或いは化け物と呼ばれた少女（下）』、2014年7月31日発売[4]、ISBN 978-4047297579

## 関連作品
『死神を食べた少女』
著者の前作。世界観を共有しており、同作の一部登場人物や地名が本作においても登場、もしくは存在が言及されている。
下巻の店舗特典で付属したショートストーリーペーパーでは、同作の主人公シェラ・ザードと勇者の出会いが描かれた。